# Rivastigmina
La rivastigmina è un farmaco inibitore dell'enzima acetilcolinesterasi impiegato per gestire e trattare patologie neurodegenerative, in particolare la demenza, nei pazienti con malattia di Alzheimer e di Parkinson.
La rivastigmina viene eliminata attraverso l'urina e sembra avere relativamente poche interazioni farmacologiche.
Fu brevettata nel 1987 e il suo uso medico iniziò nel 1997.

## Storia
La rivastigmina è stata sviluppata da Marta Weinstock-Rosin del Dipartimento di Farmacologia dell'Università Ebraica di Gerusalemme e venduta a Novartis da Yissum, la società che si occupa di trasferimento tecnologico dall'università alle aziende, per lo sviluppo commerciale. È un derivato semisintetico della fisostigmina.

## Farmacologia

### Indicazione d'uso
Con l'aumento della consapevolezza sulle malattie neurodegenerative alla fine del XX secolo, sono stati sviluppati nuovi farmaci per contrastare gli effetti deleteri di queste patologie. Uno dei principali farmaci creati nel 1985 è stato la rivastigmina. Con l'approvazione da parte della Food and Drug Administration nel 1997, la rivastigmina è indicata per il trattamento della demenza di lieve o moderata di tipo Alzheimer. Le sue indicazioni comprendono anche il trattamento della demenza di lieve o moderata associata alla malattia di Parkinson.
Studi recenti hanno dimostrato che la rivastigmina può migliorare la stabilità della deambulazione per ridurre il rischio di cadute nei pazienti con malattia di Parkinson. Inoltre, uno studio condotto nel 2016 ha dimostrato che l'uso perioperatorio della rivastigmina può ridurre l'incidenza del delirio postoperatorio nei pazienti anziani con disfunzione cognitiva. La rivastigmina ha dimostrato effetti terapeutici sui problemi cognitivi (pensiero e memoria), funzionali (attività della vita quotidiana) e comportamentali comunemente associati all'Alzheimer.
I ricercatori hanno anche condotto piccoli studi per valutare l'efficacia degli inibitori dell'acetilcolinesterasi come la rivastigmina nel migliorare la disfunzione cognitiva nei pazienti affetti da sclerosi multipla. Complessivamente, questi studi non hanno mostrato benefici significativi rispetto al placebo nel migliorare le funzioni cognitive.
Diversi studi hanno inoltre dimostrato che farmaci come la rivastigmina e altri inibitori dell'acetilcolinesterasi possono migliorare la cognizione nei pazienti con corpi di Lewy basati su un esame cognitivo computerizzato. Rispetto al gruppo del placebo, i pazienti che ricevevano la rivastigmina hanno mostrato un miglioramento del 30% o più, oltre a essere complessivamente meno ansiosi e avere meno episodi di allucinazioni.

### Efficacia
È stato dimostrato che la rivastigmina esplica effetti significativi sui sintomi delle persone affette da entrambi i tipi di demenza (Alzheimer e Parkinson), consentendo ai pazienti di rimanere indipendenti e di essere se stessi più a lungo. In particolare, sembra mostrare effetti terapeutici marcati nei pazienti che presentano un decorso più aggressivo della malattia, come quelli con età di esordio più giovane, scarso stato nutrizionale o che manifestano sintomi come deliri o allucinazioni. Ad esempio, la presenza di allucinazioni sembra essere un predittore di risposte particolarmente forti alla rivastigmina, sia nei pazienti con Alzheimer che con Parkinson. Questi effetti potrebbero riflettere l'inibizione aggiuntiva della butirilcolinesterasi, implicata nella progressione dei sintomi e che potrebbe fornire ulteriori benefici rispetto ai farmaci selettivi dell'acetilcolinesterasi in alcuni pazienti. I pazienti con demenza multi-infartuale possono mostrare un leggero miglioramento delle funzioni esecutive e del comportamento. Non ci sono evidenze certe a sostegno del suo utilizzo nei pazienti affetti da schizofrenia.
La sua efficacia è simile a quella del donepezil e della tacrina. Dosi inferiori a 6 mg/giorno possono essere inefficaci. Gli effetti di questo tipo di farmaco in diversi tipi di demenza (compresa la demenza di Alzheimer) sono modesti, e non è ancora chiaro quale inibitore dell'esterasi AChE (BChE) sia migliore nella demenza di Parkinson, sebbene la rivastigmina sia ben studiata.

### Meccanismo d'azione
Nel cervello, due diversi enzimi colinesterasi idrolizzano l'acetilcolina. Questi due enzimi sono l'acetilcolinesterasi (AChE) e la butirrilcolinesterasi (BuChE). L'AChE è principalmente presente nelle giunzioni nervose sinaptiche, nonché nelle aree con elevata attività nella corteccia cerebrale. La BuChE si trova nelle cellule gliali del cervello e aiuta a mediare l'attività colinergica. Con l'avanzare dell'età negli esseri umani, l'attività di entrambi questi enzimi colinesterasi aumenta. In condizioni patologiche come la malattia di Alzheimer e la malattia di Parkinson, l'upregolazione degli enzimi colinesterasi è molto più elevata rispetto alla norma. A differenza di altri inibitori dell'acetilcolinesterasi, la rivastigmina è stata dimostrata legarsi reversibilmente e inibire entrambi questi enzimi, causando un aumento generale dell'acetilcolina.

### Somministrazione
La rivastigmina tartrato è una polvere cristallina fine, di colore da bianco a biancastro, lipofila e idrofila. È disponibile in diverse forme di somministrazione, tra cui capsule, soluzione e cerotto transdermico. Come altri inibitori della colinesterasi, richiede un aumento graduale delle dosi nell'arco di diverse settimane, fase che è generalmente denominata fase di titolazione.

### Effetti avversi
Gli effetti avversi della rivastigmina sono stati ampiamente studiati poiché è in commercio da diverso tempo. Gli effetti avversi principali associati all'uso della rivastigmina sono gastrointestinali. I sintomi principali sono nausea e vomito. Questi effetti acuti si verificano principalmente durante la fase iniziale di dose-escalation della terapia, quando si aumenta gradualmente la dose del farmaco per raggiungere una dose terapeutica. Questi eventi possono essere ridotti utilizzando un programma di titolazione lento e assumendo il farmaco insieme ai pasti se si prescrive una formulazione orale. In uno studio condotto per analizzare la sicurezza e la tollerabilità degli inibitori dell'acetilcolinesterasi utilizzati nel trattamento della demenza di Alzheimer, i ricercatori hanno riscontrato che la rivastigmina aveva il tasso più elevato di effetti collaterali gastrointestinali.
Gli effetti avversi comuni includono sintomi extrapiramidali, disturbi del sonno, crampi muscolari e debolezza. Questi problemi sono meno frequenti durante la fase di mantenimento della terapia quando la dose non viene modificata, ma quando il farmaco viene assunto per un periodo prolungato, possono verificarsi effetti sul sistema nervoso centrale. Tuttavia, questi effetti sul sistema nervoso centrale sono piuttosto rari con la rivastigmina e sono più comuni con il farmaco controparte, il donepezil.
Gli studi hanno dimostrato che l'uso del cerotto transdermico per somministrare la rivastigmina è associato a minori segnalazioni di nausea e vomito. La rivastigmina presenta anche un raro caso di angioedema correlato al suo uso, sebbene complessivamente molto raro. Sebbene la via transdermica offra minori tassi di effetti gastrointestinali, le reazioni come la dermatite da contatto sono frequenti. Inoltre, le reazioni allergiche al cerotto transdermico possono manifestarsi come vesciche ed edema oltre i confini del cerotto.
L'uso a lungo termine della rivastigmina è stato associato a un aumento del rischio di mortalità rispetto ai pazienti trattati con donepezil.

### Controindicazioni
Le controindicazioni all'uso della rivastigmina nella pratica clinica sono relativamente poche. I pazienti con una storia di ipersensibilità alla rivastigmina o ad altri farmaci con derivati del carbammato non dovrebbero essere trattati con la rivastigmina, e dovrebbero essere considerate alternative terapeutiche. Inoltre, i clinici dovrebbero prestare attenzione a possibili effetti simili nei pazienti che hanno avuto reazioni gravi ad altri farmaci anticolinergici. Coloro che hanno assunto in precedenza farmaci anticolinergici e hanno sperimentato una crisi colinergica dovrebbero prestare particolare attenzione all'uso della rivastigmina.
Altre controindicazioni includono storia clinica di dermatite da contatto allergica con l'uso del cerotto.
È consigliabile procedere con cautela nei pazienti con i seguenti fattori come: condizioni di alterata conduzione cardiaca, bradiaritmia o sindrome del nodo senoatriale, broncopneumopatia cronica ostruttiva o asma, ulcera sanguinante o rischio di svilupparla, rischio o storia di convulsioni, peso del paziente inferiore a 50 kg.

### Tossicità
La tossicità del farmaco, sebbene rara, dovrebbe essere attentamente monitorata. Le manifestazioni comuni di tossicità includono reazioni e disturbi gastrointestinali gravi, reazioni cutanee allergiche ed effetti sul sistema nervoso centrale. Tutte le reazioni cutanee causate dall'uso del cerotto dovrebbero indurre a rimuovere immediatamente il cerotto per almeno 48 ore prima di riapplicarlo in una nuova zona. La terapia dovrebbe essere interrotta se i sintomi persistono per più di 48 ore o se si verifica una grave reazione cutanea.
Oltre alle manifestazioni gravi degli effetti collaterali comuni, il personale clinico dovrebbe sempre prestare attenzione a eventuali crisi colinergiche quando prescrivono farmaci anticolinergici. Le manifestazioni classiche di un paziente in crisi possono essere: diarrea, poliuria, miosi, bradicardia, eccitabilità, lacrimazione, salivazione o sudorazione eccessiva prima del trattamento. I pazienti che sperimentano una crisi colinergica dovrebbero ricevere atropina seguita da pralidossima per invertire gli effetti anticolinergici della rivastigmina. Sebbene il trattamento usuale della crisi preveda l'uso di atropina prima della pralidossima, uno studio di caso del 2009 ha dimostrato un'inversione efficace della crisi colinergica utilizzando solo la pralidossima senza pretrattamento con atropina.

## Farmacodinamica
La rivastigmina, un inibitore della colinesterasi, inibisce sia la butirilcolinesterasi che l'acetilcolinesterasi (a differenza del donepezil, che inibisce selettivamente l'acetilcolinesterasi). Si ritiene che agisca inibendo questi enzimi della colinesterasi, che altrimenti degraderebbero l'acetilcolina, che è un neurotrasmettitore cerebrale.

## Farmacocinetica
Quando è somministrata per via orale, la rivastigmina viene assorbita bene, con una biodisponibilità di circa il 40% nella dose da 3 mg. La farmacocinetica è lineare fino a 3 mg due volte al giorno, ma non lineare a dosi più elevate.
L'eliminazione avviene attraverso l'urina. Le concentrazioni plasmatiche massime si raggiungono in circa un'ora, mentre le concentrazioni massime nel liquido cerebrospinale si raggiungono dopo 1,4-3,8 ore. Quando è somministrata tramite cerotto transdermico una volta al giorno, il profilo farmacocinetico della rivastigmina è molto più regolare rispetto alle capsule, con concentrazioni plasmatiche di picco più basse e fluttuazioni ridotte. Il cerotto di rivastigmina da 9,5 mg/24 ore fornisce un'esposizione paragonabile alle capsule da 12 mg/giorno (la dose orale più alta raccomandata).
Il composto attraversa la barriera emato-encefalica. Il legame con le proteine plasmatiche è del 40%. La principale via di metabolizzazione è attraverso gli enzimi bersaglio tramite idrolisi mediata dalla colinesterasi. L'eliminazione bypassa il sistema epatico, quindi gli isoenzimi epatici del citocromo P450 (CYP) non sono coinvolti. Il basso potenziale di interazioni farmacologiche (che potrebbero portare a effetti avversi) è stato attribuito a questo percorso rispetto a quello di molti farmaci comuni che utilizzano la via metabolica del citocromo P450.
Per lo studio della farmacocinetica della rivastigmina è stato sviluppato un metodo HPLC basato sul QbD per la quantificazione della rivastigmina nel plasma e nel cervello dei ratti.].